# باولا ناسيمنتو
باولا ناسيمنتو هي مهندسة معمارية أنغولية، ولدت في 1981 في لواندا في أنغولا.